# Há um Mar Que Nos Separa

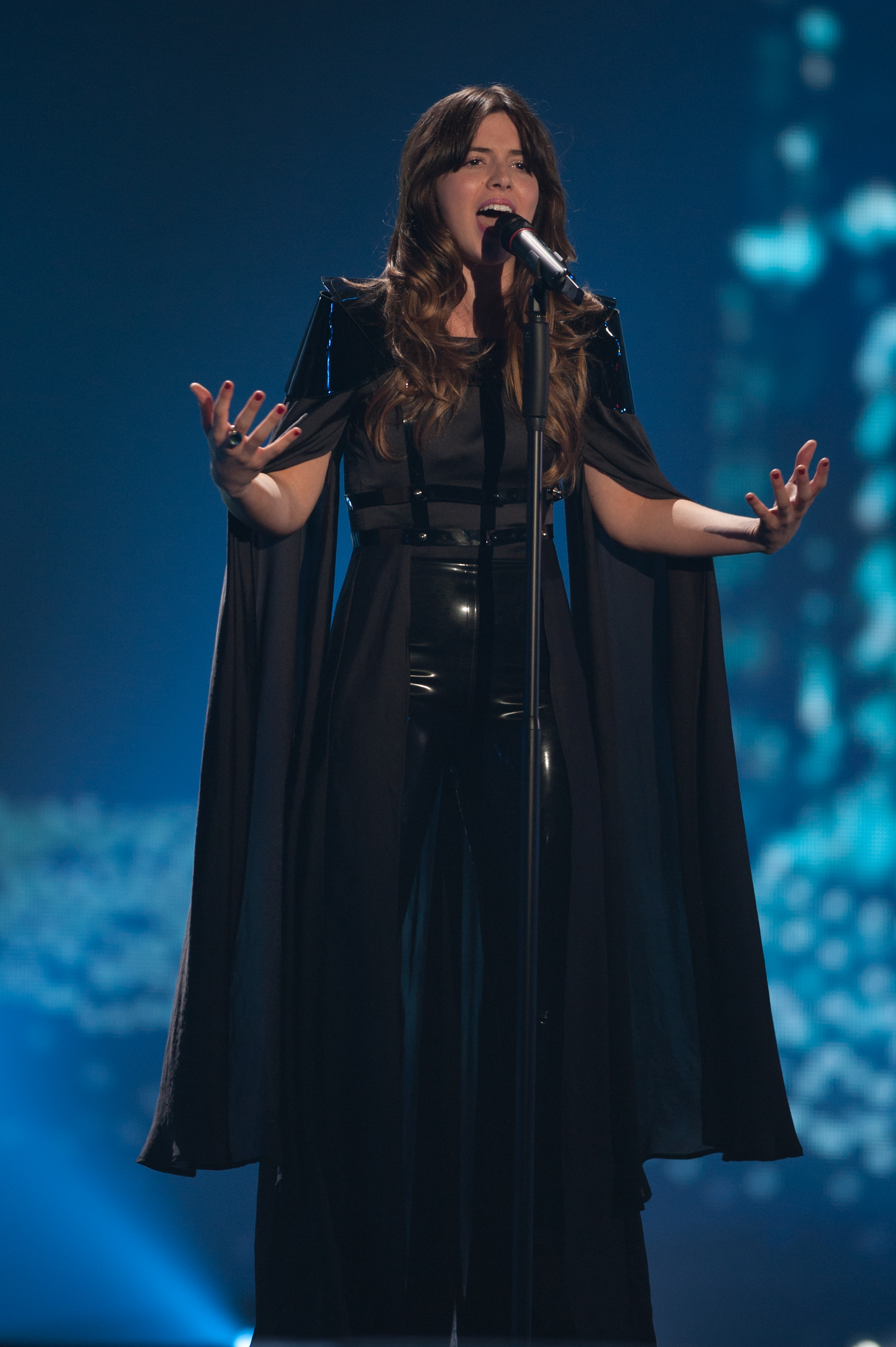

"Há um mar que nos separa" é uma canção da cantora portuguesa Leonor Andrade. Em Março de 2015 venceu o Festival RTP da Canção 2015 com "Há Um Mar Que Nos Separa" da autoria de Miguel Gameiro sendo assim escolhida para representar Portugal em Viena, Áustria, no Festival Eurovisão da Canção 2015, deixando para trás alguns grandes nomes da música portuguesa como Adelaide Ferreira e Simone de Oliveira.
Esta canção representou Portugal em Viena, Áustria no Festival Eurovisão da Canção 2015, na 2ª semi-final, no dia 19 de Maio de 2015, onde se classificou em 14º lugar com 19 pontos, não conseguindo passar à final.

## Faixas e formatos
| Descarga digital |                            |         |  |
| N.º              | Título                     | Duração |  |
| 1.               | "Há um mar que nos separa" | 2:59    |  |

## Lançamento
| País  | Data                | Formato          | Gravadora             |
| ----- | ------------------- | ---------------- | --------------------- |
| Mundo | 20 de março de 2015 | Streaming        | RTP / Universal Music |
| Mundo | 7 de abril de 2015  | Descarga digital | RTP / Universal Music |